# Regionalverkehr Erzgebirge

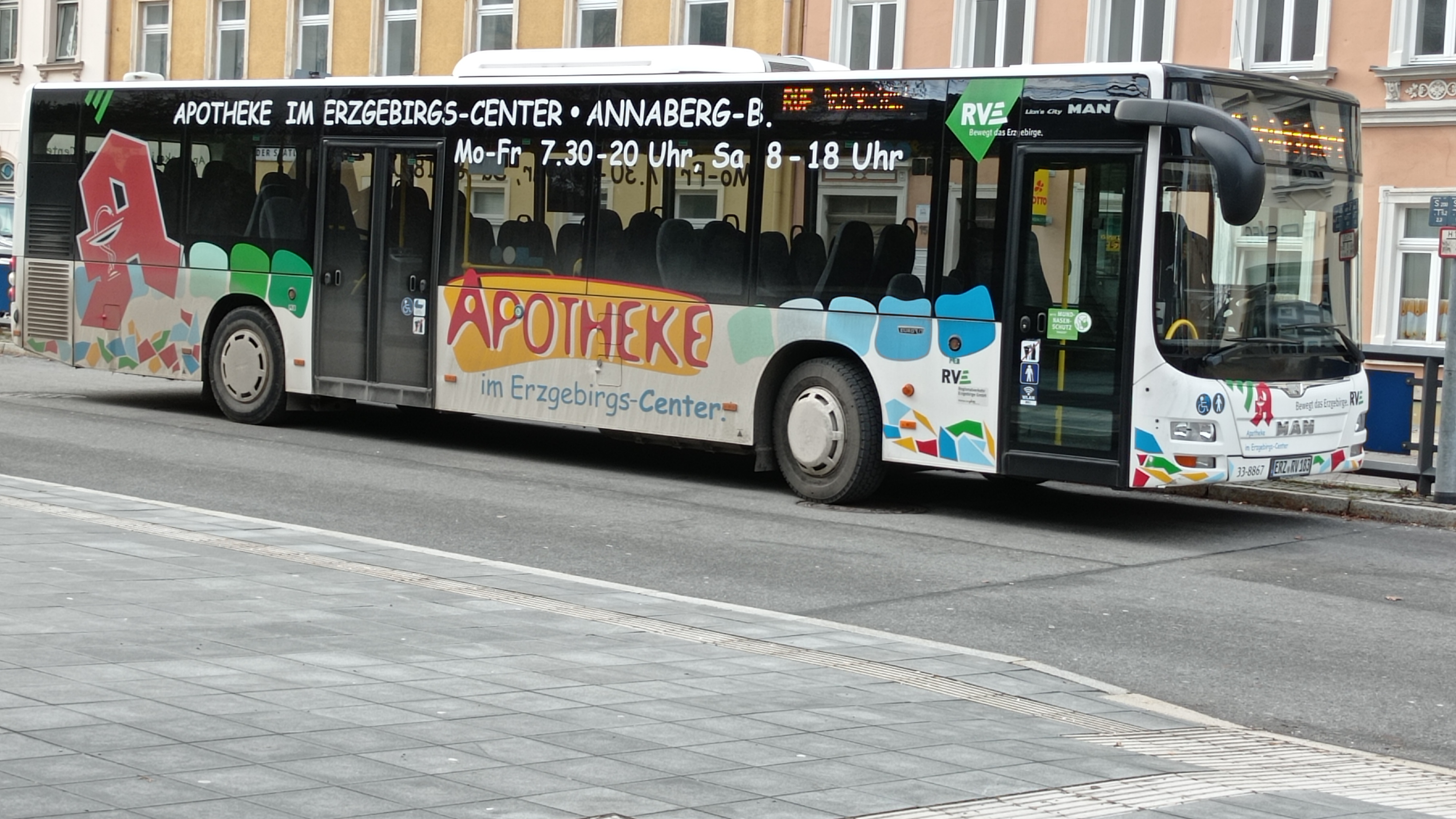
Ein MAN A20 Ü steht am Busbahnhof in Annaberg-Buchholz

Das Verkehrsunternehmen Regionalverkehr Erzgebirge GmbH ist ein Regionalverkehrsunternehmen im Freistaat Sachsen.

## Geschichte
Aufgrund der Kreisreform in Sachsen 2008 und dem damit entstandenen Erzgebirgskreis haben sich die beiden Verkehrsunternehmen BVO Verkehrsbetriebe Erzgebirge GmbH und Autobus GmbH Sachsen am 1. Januar 2011 zusammengeschlossen. Am 12. April 2011 erfolgte die Umbenennung in Regionalverkehr Erzgebirge GmbH. Der Landkreis Zwickau wird seine Verkehrsleistungen ab 1. Januar 2019 neu in einer Ausschreibung vergeben. Der Regionalverkehr Erzgebirge wird sich an dieser Ausschreibung nicht beteiligen.

## Beteiligungen
Mit Stand 2019 ist die Regionalverkehr Erzgebirge an der RVE Akademie GmbH beteiligt.
In der Vergangenheit war das Unternehmen an der Sächsischen Dampfeisenbahngesellschaft (SDG), welche einst aus der ehemaligen BVO-Tochter BVO Bahn hervorgegangen war, sowie an der City-Bahn Chemnitz beteiligt.

## Linienübersicht
Die RVE betreibt im Erzgebirgskreis und im östlichen Teil des Landkreises Zwickau insgesamt 152 Linien.

### Stadtverkehr
| Linie | Verbindung                                                |
| ----- | --------------------------------------------------------- |
| A     | Busbahnhof → Markt → Unterer Bahnhof → Busbahnhof         |
| B     | Busbahnhof → Louise-Otto-Peters-Haus → Busbahnhof         |
| C     | Markt → Herzog-Georg-Ring → Erzgebirgs-Center → Markt     |
| D     | Markt → B95/Am Kätplatz → Köselitzplatz → Markt           |
| E     | Katharinenkirche → Drei-König-Stollen → Katharinenkirche  |
| F     | Katharinenkirche → Wendeschleife → Frohnau                |
| G     | Cunersdorf → Wendeschleife → Unterer Bahnhof → Busbahnhof |

| Linie | Verbindung                          |
| ----- | ----------------------------------- |
| A     | Postplatz → Zeller Berg → Postplatz |
| B     | Postplatz → Eichert → Postplatz     |
| C     | Postplatz → Brünlasberg → Postplatz |
| D     | Postplatz → Neudörfel → Postplatz   |

Anmerkung: Teilweise Beginn/Weiterfahrt aller Linien vom/zum Bahnhofsvorplatz

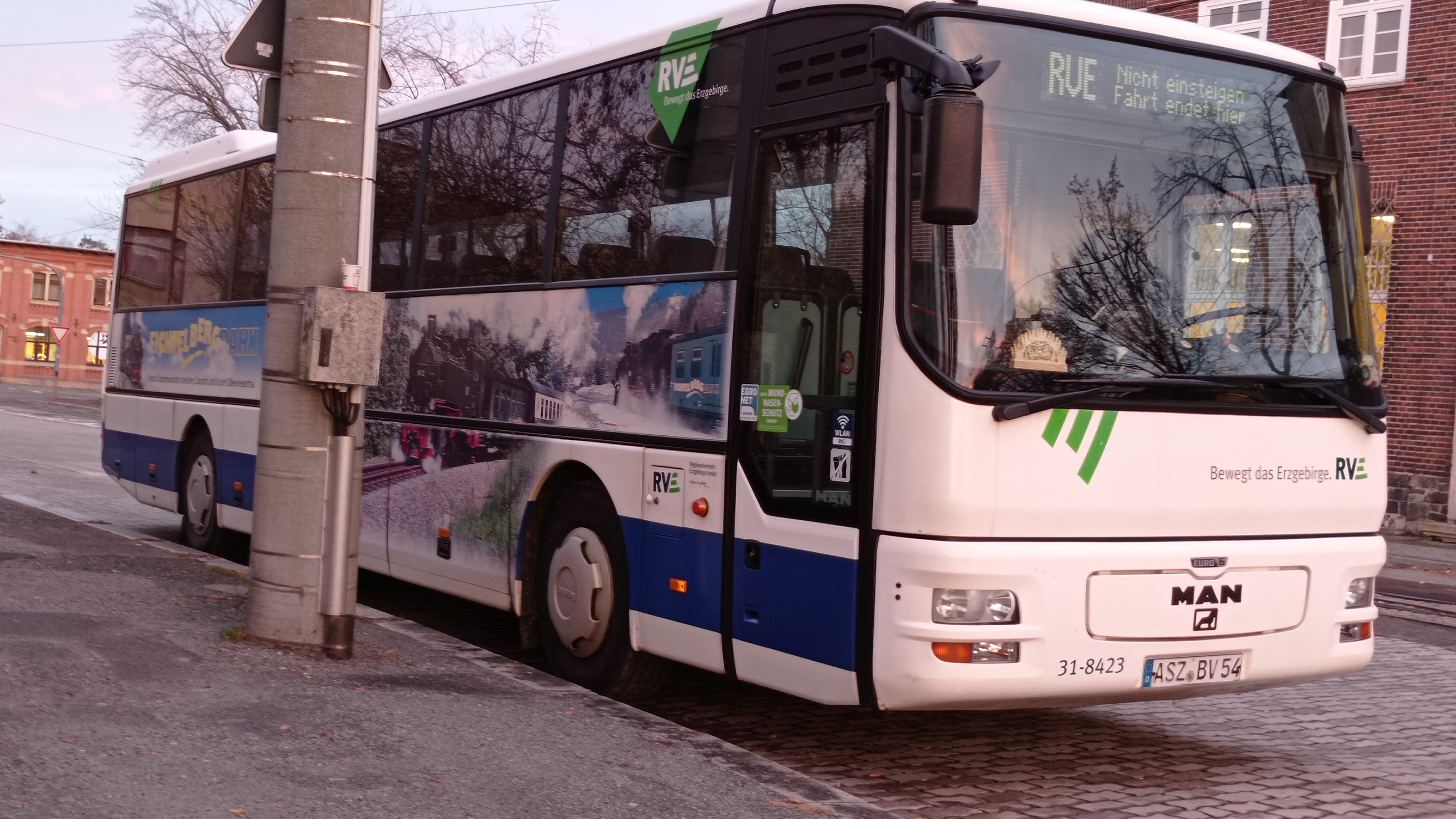
Ein 2002 erbauter MAN ÜL 363 macht Pause am Zwickauer Hauptbahnhof

| Linie | Verbindung                                                                                        |
| ----- | ------------------------------------------------------------------------------------------------- |
| A     | Goethestraße → Markt → Goethestraße (eingestellt zum Schulstart 11.8.25; integriert in Linie 368) |

| Linie | Verbindung                            |
| ----- | ------------------------------------- |
| A     | Markt → Mühlberg → Markt              |
| B     | Markt → Gebirge → Markt               |
| C     | Markt – Gebirge – Pobershau – Markt   |
| D     | Markt – Lauta – Pobershau (– Markt)   |
| E     | Markt – Gebirge – Pobershau (– Markt) |

| Linie | Verbindung                                             |
| ----- | ------------------------------------------------------ |
| A     | Fichtelberg-Plateau → Am Bahnhof → Fichtelberg-Plateau |

| Linie | Verbindung                                       |
| ----- | ------------------------------------------------ |
| A     | Heide → Busbhf. → Sonnenleithe → Busbhf. → Heide |
| B     | Busbahnhof → Neuwelt → Bermsgrün → Busbahnhof    |

| Linie | Verbindung                                                   |
| ----- | ------------------------------------------------------------ |
| STL1  | Bahnhof → Niederdorf → Bhf. → Kaufland → A-Dürer-Str. → Bhf. |
| STL2  | Bahnhof → Niederdorf → Bhf. → A-Dürer-Str. → Kaufland → Bhf. |

| Linie | Verbindung                                                            |
| ----- | --------------------------------------------------------------------- |
| 1     | (Hohndorf –) Klinikum Mittl. Erzg. – Kaufhalle – Witzschdorf – Gornau |

Quelle: 

### Regionalverkehr
| Linie | Verbindung                                                   | Besonderheiten                        |
| ----- | ------------------------------------------------------------ | ------------------------------------- |
| 183   | Thalheim, Bahnhof → Rathaus → Bhf.                           | Ortsverkehr Thalheim                  |
| 184   | Stollberg – Dorfchemnitz – Zwönitz (– Kühnhaide)             |                                       |
| 187   | Oelsnitz, Turleyring – Neuwürschnitz                         |                                       |
| 190   | Stollberg – Thalheim – Gornsdorf – Hormersdorf               |                                       |
| 192   | Thalheim – Jahnsdorf – Leukersdorf – Ursprung                |                                       |
| 193   | Stollberg – Lugau – Ursprung – Oberlungwitz                  |                                       |
| 194   | Stollberg – Beutha – Affalter – Zwönitz                      |                                       |
| 195   | Oelsnitz – Erlbach-Kirchberg – Lugau                         |                                       |
| 196   | Thalheim – Gornsdorf – Thum – Jahnsbach                      |                                       |
| 197   | Oelsnitz, ehem. Erholung – Neuwürschnitz                     |                                       |
| 198   | Stollberg – Lugau – Gersdorf (– Hohndorf)                    |                                       |
| 199   | (Mülsen –) Lichtenstein – Oelsnitz – Lugau/Stollberg         |                                       |
| 200   | Chemnitz, Hutholz → Leukersdorf → Jahnsdorf → Hutholz        |                                       |
| 201   | Chemnitz, Hutholz → Jahnsdorf → Leukersdorf → Hutholz        |                                       |
| 206   | Chemnitz – Gornau – Zschopau – Marienberg                    |                                       |
| 207   | Chemnitz – Zschopau – Marienberg – Olbernhau                 | PlusBus                               |
| 208   | Gelenau – Weißbach – Dittersdorf (– Einsiedel)               |                                       |
| 209   | Gelenau, Ehemaliger Bahnhof – Fritz-Reuter-Ring              | Ortsverkehr Gelenau                   |
| 210   | Chemnitz – Burkhardtsdorf – Thum – Annaberg-Buchholz         | PlusBus                               |
| 211   | Chemnitz – Thalheim – Brünlos/Dorfchemnitz – Zwönitz         |                                       |
| 212   | Thalheim – Burkhardtsdorf – Gelenau/Kemptau                  |                                       |
| 216   | Zschopau – Scharfenstein – Marienberg – Großrückerswalde     |                                       |
| 217   | Zschopau – Wolkenstein – Falkenbach/Hilmersdorf              |                                       |
| 230   | Drebach – Scharfenstein – Großrückerswalde                   |                                       |
| 231   | Zschopau – Börnichen – Wünschendorf – Lengefeld              |                                       |
| 233   | Zschopau – Hohndorf – Scharfenstein – Grießbach              |                                       |
| 234   | Zschopau – Gornau – Dittmannsdorf – Erdmannsdorf – Flöha     |                                       |
| 235   | Zschopau – Schlößchen – Weißbach – Dittersdorf – Einsiedel   |                                       |
| 237   | Zschopau – Krumhermersdorf – Börnichen                       |                                       |
| 238   | Zschopau – Grießbach – Drebach – Thum – Ehrenfriedersdorf    |                                       |
| 239   | Zschopau – Gornau – Gelenau – Thum (– Jahnsbach)             |                                       |
| 240   | Zschopau – Wilischthal – Gelenau – Herold – Thum             |                                       |
| 242   | Zschopau – Waldkirchen – Witzschdorf – Gornau                |                                       |
| 247   | Meinersdorf – Gornsdorf – Jahnsbach – Thum                   |                                       |
| 260   | Stollberg → Neuwürschnitz – Oelsnitz → Lugau → Stollberg     | Grüne Linie                           |
| 261   | Stollberg → Lugau → Oelsnitz → Neuwürschnitz → Stollberg     | Grüne Linie                           |
| 262   | Chemnitz – Neukirchen – Pfaffenhain – Lugau – Oelsnitz       |                                       |
| 330   | Schwarzenberg – Raschau – Rittersgrün – Tellerhäuser         |                                       |
| 332   | Schwarzenberg – Raschau – Markersbach                        |                                       |
| 334   | Aue – Schwarzenberg – Breitenbrunn – Johanngeorgenstadt      |                                       |
| 338   | Schwarzenberg – Crandorf – Antonshöhe – Breitenbrunn         |                                       |
| 342   | Schwarzenberg – Beierfeld – Grünhain – Zwönitz               | PlusBus                               |
| 343   | Schwarzenberg – Langenberg – Waschleithe – Grünhain          |                                       |
| 345   | Schönheide, Süd – Carlsfeld                                  |                                       |
| 346   | Eibenstock – Wildenthal – Johanngeorgenstadt                 |                                       |
| 348   | Johanngeorgenstadt, Busplatz – Bahnhof                       |                                       |
| 350   | Johanngeorgenstadt, Busplatz – Erbgericht                    |                                       |
| 351   | Aue – Blauenthal – Eibenstock – Schönheide/Stützengrün       |                                       |
| 353   | Aue – Aue, Alberoda                                          |                                       |
| 354   | Eibenstock – Schönheide                                      |                                       |
| 355   | Eibenstock – Wolfsgrün – Blauenthal – Sosa                   |                                       |
| 357   | Aue – Bad Schlema – Schneeberg – Lindenau                    |                                       |
| 359   | Aue – Bad Schlema – Schneeberg – Strandbad Filzteich         |                                       |
| 360   | Aue – Bad Schlema – Schneeberg – Silberstraße – Zwickau      |                                       |
| 362   | Aue → Bad Schlema → Schneeberg → Bad Schlema → Aue           |                                       |
| 363   | Aue – Lößnitz – Affalter – Lenkersdorf – Zwönitz             |                                       |
| 364   | Wildbach – Bad Schlema – Schneeberg – Lindenau               |                                       |
| 365   | Aue → Bad Schlema → Schneeberg → Bad Schlema → Aue           |                                       |
| 366   | Aue – Bockau – Albernau – Blauenthal – Sosa                  |                                       |
| 367   | Aue – Bockau                                                 |                                       |
| 368   | Aue – Lößnitz – Dittersdorf (/Raum)                          |                                       |
| 369   | Aue – Zschorlau (– Albernau)                                 |                                       |
| 370   | Aue – Schneeberg – Lichtenau – Stützengrün – Schönheide      |                                       |
| 371   | (Aue – Schneeberg –) Eibenstock – Wildenthal – Carlsfeld     |                                       |
| 372   | Aue – Schneeberg – Neidhardtsthal – Eibenstock               |                                       |
| 373   | Aue – Zschorlau – Burkhardtsgrün – Wolfsgrün – Eibenstock    |                                       |
| 375   | Aue – Bernsbach – Beierfeld – Schwarzenberg/Grünhain         |                                       |
| 376   | Aue – Lauter                                                 |                                       |
| 377   | Zwönitz – Kühnhaide                                          |                                       |
| 378   | Aue – Lößnitz – Alberoda – Aue                               |                                       |
| 379   | Aue – Zschorlau – Albernau – Bockau – Aue                    |                                       |
| 380   | Aue – Lößnitz – Affalter – Gablenz – Mitteldorf – Stollberg  |                                       |
| 385   | Aue – Bad Schlema – Schneeberg – Rothenkirchen               |                                       |
| 400   | Annaberg-Buchholz – Forchheim – Freiberg – Dresden           | gemeinsam mit Regiobus Mittelsachsen  |
| 411   | Annaberg-Buchholz – Bärenstein – Kurort Oberwiesenthal       |                                       |
| 412   | Schlettau – Hermannsdorf – Geyer – Thum                      |                                       |
| 413   | Annaberg-Buchholz – Geyer – Zwönitz – Stollberg              |                                       |
| 414   | Kurort Oberwiesenthal – Tellerhäuser – Rittersgrün           |                                       |
| 415   | Annaberg-Buchholz – Markersbach – Schwarzenberg – Aue        |                                       |
| 417   | Annaberg-Buchholz – Schlettau – Crottendorf – Scheibenberg   |                                       |
| 419   | Annaberg-Buchholz – Scheibenberg – Elterlein – Zwönitz       |                                       |
| 422   | Steinbach – Schmalzgrube – Jöhstadt – Grumbach               |                                       |
| 428   | Annaberg-Buchholz – Sehma – Cranzahl – Neudorf               |                                       |
| 429   | Jöhstadt – Bärenstein – Niederschlag – Kurort Oberwiesenthal |                                       |
| 430   | Annab.-Buchh. → Königswalde → Jöhstadt → Annab.-Buchh.       |                                       |
| 431   | Annaberg-Buchholz – Steinbach – Satzung – Reitzenhain        |                                       |
| 432   | Annaberg-Buchholz – Geyer – Ehrenfriedersdorf – Thum         |                                       |
| 433   | Annaberg-Buchholz – Neundorf – Thermalbad Wiesenbad          |                                       |
| 434   | Annaberg-Buchholz – Geyersdorf – Mildenau – Neugrumbach      |                                       |
| 435   | Annaberg-Buchholz – Niederschmiedeberg – Steinbach           |                                       |
| 436   | Kurort Oberwiesenthal – Hammerunterwiesenthal – Neudorf      |                                       |
| 439   | Annaberg-Buchholz – Geyersdorf – Falkenbach – Wolkenstein    |                                       |
| 441   | Schwarzenberg – Elterlein – Geyer – Ehrenfriedersdorf        |                                       |
| 452   | Olbernhau – Heidersdorf – Kurort Seiffen – Neuhausen         |                                       |
| 453   | Olbernhau – Kurort Seiffen – Deutschneudorf – Olbernhau      | gemeinsam mit Zacharias Verkehrsbetr. |
| 454   | Olbernhau – Pockau – Lengefeld (– Forchheim)                 |                                       |
| 455   | Kurort Seiffen – Oberseiffenbach                             |                                       |
| 458   | Olbernhau – Sayda – Dörnthal – Haselbach                     |                                       |
| 465   | Olbernhau – Sayda – Friedebach – Rechenberg-Bienenmühle      |                                       |
| 471   | Olbernhau, Busbahnhof – Bahnhof – Blumenau – Busbhf.         |                                       |
| 472   | Olbernhau – Hallbach                                         |                                       |
| 473   | Olbernhau, Busbhf. → Rungstock → Wendestelle → Busbhf.       |                                       |
| 487   | Satzung – Reitzenhain – Kühnhaide – Rübenau                  |                                       |
| 489   | Marienberg – Lauta – Heinzebank – Wolkenstein                |                                       |
| 490   | Marienberg – Großrückerswalde – Mildenau – Annab.-Buchh.     | TaktBus                               |
| 492   | Marienberg – Heinzebank – Pockau-Lengefeld – Freiberg        |                                       |
| 493   | Lippersdorf – Lengefeld – Wünschendorf – Lengefeld           |                                       |
| 494   | Marienberg – Großrückerswalde – Niederschmiedeberg           |                                       |
| 497   | Olbernhau – Rübenau – Reitzenhain – Marienberg               |                                       |
| 499   | Olbernhau – Marienberg – Wolkenstein – Annaberg-Buchholz     |                                       |

| Linie | Verbindung                                              | bis           | Grund der Einstellung                   |
| ----- | ------------------------------------------------------- | ------------- | --------------------------------------- |
| 113   | Hohenstein-Ernstthal – Langenberg – Langenchursdorf     | Dezember 2018 | Abgabe an Regionalverkehr Westsachsen   |
| 115   | Hohenstein-Ernstthal – Lichtenstein                     | Dezember 2018 | Abgabe an Regionalverkehr Westsachsen   |
| 116   | Hohenstein-Ernstthal – Oelsnitz                         | Dezember 2018 | Abgabe an Regionalverkehr Westsachsen   |
| 117   | Lichtenstein → Heinrichsort → Rödlitz → Lichtenstein    | Dezember 2018 | Abgabe an Regionalverkehr Westsachsen   |
| 118   | Lichtenstein – Lobsdorf                                 | Dezember 2018 | Abgabe an Regionalverkehr Westsachsen   |
| 120   | Hohenstein-Ernstthal – Waldenburg                       | Dezember 2018 | Abgabe an Regionalverkehr Westsachsen   |
| 122   | Hohenstein-Ernstthal – Limbach-Oberfrohna               | Dezember 2018 | Abgabe an Regionalverkehr Westsachsen   |
| 123   | Waldenburg – Limbach-Oberfrohna                         | Dezember 2018 | Abgabe an Regionalverkehr Westsachsen   |
| 124   | Hohenstein-Ernstthal – Callenberg – Langenchursdorf     | Dezember 2018 | Abgabe an Regionalverkehr Westsachsen   |
| 125   | Hohenstein-Ernstth. – Wüstenbrand – Hohenst.-Ernstth.   | Dezember 2018 | Abgabe an Regionalverkehr Westsachsen   |
| 126   | Hohenstein-Ernstthal – Chemnitz-Schönau                 | Dezember 2018 | Abgabe an Regionalverkehr Westsachsen   |
| 152   | Zwickau – Lichtenstein – Chemnitz-Schönau               | Dezember 2018 | Abgabe an Regionalverkehr Westsachsen   |
| 191   | Hohenstein-Ernstthal – Lugau                            | Dezember 2018 | Abgabe an Regionalverkehr Westsachsen   |
| 232   | Zschopau – Drebach – Thum/Ehrenfriedersdorf             | Dezember 2011 | durch andere Linien ersetzt             |
| 251   | Chemnitz-Schönau – Gersdorf – Lichtenstein              | Dezember 2018 | Abgabe an Regionalverkehr Westsachsen   |
| 253   | Chemnitz-Schönau – Rabenstein – Limbach-Oberfrohna      | Dezember 2018 | Abgabe an Regionalverkehr Westsachsen   |
| 254   | Chemnitz-Ebersdorf – Limbach-Oberfrohna                 | Dezember 2018 | Abgabe an Regionalverkehr Westsachsen   |
| 256   | Hohenstein-Ernstthal – Limb.-Oberfrohna – Bräunsdorf    | Dezember 2018 | Abgabe an Regionalverkehr Westsachsen   |
| 361   | Aue – Lößnitz – Burkhardtsdorf (– Einsiedel) – Chemnitz | Januar 2022   | Verlängerung der C13, Chemnitzer Modell |
| 526   | Chemnitz – Limbach-Oberfrohna                           | Dezember 2020 | Abgabe an Regionalverkehr Westsachsen   |

### Schülerverkehr
Folgende Schülersonderlinien betreibt die RVE nach § 43 PBefG:
- Linie 331  Aue – Schwarzenberg – Markersbach
- Linie 333  Langenberg – Raschau/Markersbach – Schwarzenberg und zurück
- Linie 335  Erlabrunn – Breitenbrunn – Antonshöhe – Antonsthal
- Linie 336  Schwarzenberg – Johanngeorgenstadt und zurück
- Linie 337  Schwarzenberg – Crandorf – Antonshöhe
- Linie 339  Breitenbrunn – Rittersgrün – Pöhla – Raschau
- Linie 358  Bockau – Zschorlau – Schneeberg und zurück
- Linie 381  Bernsbach – Lauter und zurück
- Linie 382  Lauter – Schwarzenberg und zurück
- Linie 394  Schönheide, Ost – Grundschule Stützengrün
- Linie 395  Hundsübel – Stützengrün – Schönheide
- Linie 416  Tannenberg/Schlettau – Dörfel – Hermannsdorf – Elterlein und zurück
- Linie 421  Kurort Oberwiesenthal – Bärenstein – Sehma und zurück
- Linie 423  Annaberg-Buchholz – Wiesa – Schönfeld – Neundorf – Ehrenfriedersdorf und zurück
- Linie 424  Geyersdorf – Mildenau – Grumbach – Jöhstadt
- Linie 459  Haselbach – Dörnthal – Pfaffroda – Sayda – Olbernhau
- Linie 496  Wolkenstein – Großrückerswalde
- Linie 498  Marienberg – Zöblitz – Sorgau – Olbernhau

### Fernlinienverkehr
- Linie 1005 UsedomExpress (Service für Herrl)
 Chemnitz, Omnibusbahnhof – Dresden, Schlesischer Platz (Bf.) – Anklam (Busbahnhof) – Murchin – Usedom (Schule) – Korswandt, (Hauptst.) – Seebad Ahlbeck, Ehrenmal – Seebad Heringsdorf, Bahnhof – Seebad Heringsdorf, Neudorf – Seebad Bansin, Bahnhof – Ückeritz, Post – Stubbenfelde – Kölpinsee, Bahnhof – Koserow, Feuerwehr – Zempin, B111 – Zinnowitz, Bahnhof und zurück
- Linie 1006 RügenExpress (Service für Herrl)
 Chemnitz, Omnibusbahnhof – Dresden, Schlesischer Platz (Bf) – Stralsund, Rügendamm Bhf. – Bergen, Busbahnhof – Binz, Dollahner Str. Großbhf. – Binz, Kleinbahnhof – Sellin, Granitzer Str. – Baabe, Kleinbahnhof – Göhren/Rg. Poststr. – Göhren/Rg. Campingplatz / Kleinbahnhof und zurück

### Expressbuslinien
Seit 13. August 2018 betreibt die RVE eine Expressbuslinie.
- Linie 383 Chemnitz – Aue – Schwarzenberg bzw. Chemnitz – Aue – Schneeberg[7]

## Betriebseinrichtungen
Die RVE unterhält in ihrem Bediengebiet verschiedene Betriebseinrichtungen. Dazu gehören sieben Betriebshöfe, vier Kundenbüros, zwei Verkehrsservice- und Reisebüros und fünf Busbahnhöfe.

### Betriebshöfe
In folgenden Orten befinden sich Betriebshöfe der RVE:
- Annaberg-Buchholz
- Aue
- Lugau
- Marienberg
- Olbernhau
- Schwarzenberg
- Zschopau

### Busbahnhöfe und Knotenpunkte
Busbahnhöfe oder zentrale Umsteigepunkte im Liniennetz der RVE befinden sich mit Haltestellenbezeichnung in folgenden Städten:
- Annaberg-Buchholz, Busbahnhof
- Aue, Postplatz
- Chemnitz, Omnibusbahnhof
- Olbernhau, Busbahnhof
- Schwarzenberg, Busbahnhof
- Stollberg, Bahnhof
- Zschopau, Busbahnhof

### Sonstige Betriebseinrichtungen
Die RVE betreibt zusätzlich sechs Serviceeinrichtungen für die Fahrgäste.
- Annaberg-Buchholz, Kundenbüro
- Aue, Kundenbüro
- Chemnitz, Verkehrsservice- und Reisebüro
- Olbernhau, Kundenbüro
- Schwarzenberg, Kundenbüro
- Zschopau, Verkehrsservice- und Reisebüro

Darüber hinaus bestehen noch Kooperationen mit privaten Reisebüros bzw. Läden.

## Subunternehmer
Im Auftrag der RVE werden Fahrleistungen durch folgende Subunternehmer erbracht:
- Katzenstein Reisen Peter Meyer e.K.
- Bauer Reisen
- Bräuer Reisen
- Gläser Reisen
- Fahrschule Herrl
- Reisedienst Gerhart Kaiser GmbH
- Regiobus Nentwich
- Sachs Busreisen GmbH
- Bustouristik Schreiter
- Thierfelder Reisen
- TJS Reisedienst GmbH
- Zacharias Verkehrsbetrieb